# Ephydra brevis
Ephydra brevis är en tvåvingeart som först beskrevs av Walker 1858.  Ephydra brevis ingår i släktet Ephydra och familjen vattenflugor. Inga underarter finns listade i Catalogue of Life.